# Школа Брентано
Школа Брентано була групою філософів і психологів, які навчалися у Франца Брентано і перебували під його істотним впливом. Хоча це ніколи не було школою в традиційному розумінні, Брентано намагався підтримувати певну згуртованість у школі. Однак двоє його найвідоміших учнів, Алексіус Майнонг та Едмунд Гуссерль, зрештою радикально пішли за межі його теорій.

## Відомі члени
Серед Школи Брентано можна зарахувати кілька засновників нових шкіл і рухів (місце та період, в якому вони навчалися з Брентано):
- Карл Штумпф (Вюрцбург, 1866—1870), навчав Арона Гурвіча і став головою Берлінської школи (Макс Вертгеймер, Курт Коффка, Вольфганг Келер)
- Едмунд Гуссерль (Відень, 1884—1886), засновник феноменологічного руху, вплинувши на:
  - Мюнхенська феноменологія (Йоганнес Доберт, Адольф Рейнах)
  - екзистенціальна феноменологія (Жан-Поль Сартр, Моріс Мерло-Понті та Мартін Гайдеггер)
- Алексіус Майнонг (Відень, 1875—1878), був головою Грацької школи, і він вплинув серед інших на Стефана Вітасека, Алоїза Гефлера, Вітторіо Бенуссі.
- Крістіан фон Еренфельс, якому приписують введення поняття гештальт, що призвело до створення гештальтпсихології
- Казімеж Твардовський (Відень, 1885—1889), став батьком львівсько-варшавської школи логіки (Ян Лукашевич, Станіслав Лесьнєвський, Тадеуш Котарбінський, Владислав Вітвіцький, Казімеж Айдукевич та Альфред Тарський).
- Антон Марті (Вюрцбург, 1866—1870) разом зі своїм учнем Карлом Бюлером розробив детальну теорію мови, яка вплинула на Райнаха (який розробив теорію мовленнєвих актів задовго до Джона Остіна), чиї лекції відвідував Франц Кафка[1]
- Зигмунд Фрейд заснував психоаналіз

Іншими студентами були:
- Алоїз Гефлер
- Бенно Керрі
- Томаш Масарик
- Рудольф Штайнер

Такі вчені, як Родерік Чізхолм, Джордж Едвард Мур, Гілберт Райл, Джон Серль, Баррі Сміт, Кевін Малліган, Пітер Сімонс і Ян Воленський поширювали вплив Брентано на аналітичну філософію через свої дослідження, видання та публікації.
Завдяки роботам і вченням його учнів філософія Франца Брентано була широко поширена і опосередковано вплинула на багато, якщо не на більшість дискусій у сучасній філософії, когнітивній науці та філософії розуму.